# Олівер Андерсон
Олівер Андерсон (англ. Oliver Anderson; нар. 30 квітня 1998) — колишній австралійський тенісист.
Найвищу одиночну позицію світового рейтингу — 639 місце досяг 11 липня 2016, парну — 1253 місце — 17 жовтня 2016 року.

## Титули на юніорських турнірах Великого шлему

### Одиночний розряд: 1
| Результат | Рік  | Турнір                                 | Покриття                 | Суперник        | Рахунок       |
| --------- | ---- | -------------------------------------- | ------------------------ | --------------- | ------------- |
| Перемога  | 2016 | Відкритий чемпіонат Австралії з тенісу | Корт з твердим покриттям | Журабек Карімов | 6–2, 1–6, 6–1 |